# Põrsaku
Põrsaku – wieś w Estonii, prowincji Rapla, w gminie Kehtna.